# Khustup
El Khustup és una muntanya de la província de Siunik (Armènia), situada 9 km al sud-oest de la ciutat de Kapan. Mesura 3.206 metres d'alçada i és la muntanya més alta de la regió, així com la vint-i-novena més alta del país. La muntanya està formada per pedres volcàniques i roques sedimentàries (porfirits, margues i pedres calcàries). El Khustup està majoritàriament cobert per prats alpins, excepte en la cara nord-est on s'hi troben boscos. L'origen del riu Vachagan, de 5 km de longitud i afluent del riu Voghji, és a la cara nord d'aquesta muntanya.
El 2013 es va planificar la creació de la reserva natural del Khustup, que pretenia protegir gairebé 7.000 hectàrees de la zona de Geghanush, Lerdnadzor, Chakaten i Tsav, fet que es va convertir en una realitat el desembre d'aquell mateix any, amb l'objectiu de conservar les formacions boscoses de més alçada, així com els prats alpins i les estepes presents a la muntanya. El Khustup, tot i no ser una de les muntanyes més altes d'Armènia, és una ascensió popular tant per a armenis com turistes, per la seva relativa facilitat i per la rellevància natural i històrica.
L'heroi nacional i revolucionari armeni Garegin Nzhdeh (1886-1955) va expressar el desig de ser enterrat al Khustup: "Quan em trobeu mort, enterreu-me al cim del Khustup, perquè jo pugui veure clarament Kapan, Gndevaz, Coltene i Geghvadzor". Primerament enterrat al monestir de Spitakavor l'any 1987, parts del cos de Nzhdeh van ser enterrades a les faldes del Khustup, vora el seu memorial a Kapan, l'any 2005.